# Pleione coronaria
Pleione coronaria är en växtart i släktet Pleione och familjen orkidéer. Den beskrevs av Phillip James Cribb och Chen Zi Tang.

## Utbredning
Arten förekommer i centrala Nepal.